# Lichkov (stacja kolejowa)
Lichkov – stacja kolejowa w Lichkovie, w kraju pardubickim, w Czechach. Położona jest na wysokości 535 m n.p.m. Jest to stacja graniczna prowadząca dalej przez przejście graniczne Międzylesie-Lichkov do Kłodzka. W ruchu osobowym jest obsługiwana przez Leo Express Tenders oraz od 2024 r. przez pociągi ČD marki Baltic Express.

## Połączenia
- Česká Třebová
- Dolní Lipka
- Moravský Karlov
- Letohrad
- Pardubice hlavní nádraží
- Štíty
- Uście nad Orlicą

Do Polski
- Kłodzko Główne
- Wrocław Główny

## Linie kolejowe
- 276 Wrocław Główny – Lichkov: Wrocław Główny – Kłodzko Główne – Międzylesie – Lichkov
- 024 Uście nad Orlicą – Štíty: Uście nad Orlicą – Štíty